# Cabinet Barschel II
Land de Schleswig-Holstein
Barschel I Schwarz
Le cabinet Barschel II (Kabinett Barschel II, en allemand) est le gouvernement du Land de Schleswig-Holstein entre le 12 avril 1983 et le 2 octobre 1987, durant la dixième législature du Landtag.

## Coalition et historique
Dirigé par le ministre-président chrétien-démocrate sortant Uwe Barschel, il est soutenu par seule Union chrétienne-démocrate d'Allemagne (CDU), qui dispose de 39 députés sur 74 au Landtag, soit 52,7 % des sièges.
Il a été formé à la suite des élections législatives régionales du 13 mars 1983 et succède au cabinet Barschel I, formé également par la seule CDU. À l'approche des élections législatives régionales du 13 septembre 1987, Barschel est mis en cause dans une affaire d'espionnage électoral. À l'issue du scrutin, gauche et droite détiennent chacune 37 députés au Parlement régional. La démission du ministre-président conduit à la nomination d'un cabinet intérimaire, dirigé par le vice-ministre-président Henning Schwarz, en attendant de nouvelles élections.

## Composition

### Initiale
| Fonction                                                                       | Nom | Nom                      | Parti |
| ------------------------------------------------------------------------------ | --- | ------------------------ | ----- |
| Ministre-président                                                             |     | Uwe Barschel             | CDU   |
| Vice-ministre-président Ministre des Affaires fédérales Ministre de la Justice |     | Henning Schwarz          | CDU   |
| Ministre de l'Intérieur                                                        |     | Karl Eduard Claussen     | CDU   |
| Ministre des Finances                                                          |     | Roger Asmussen           | CDU   |
| Ministre de l'Économie et des Transports                                       |     | Jürgen Westphal          | CDU   |
| Ministre de l'Éducation                                                        |     | Peter Bendixen           | CDU   |
| Ministre de l'Alimentation, de l'Agriculture et des Forêts                     |     | Günter Flessner          | CDU   |
| Ministre des Affaires sociales                                                 |     | Ursula Gräfin Brockdorff | CDU   |

### Remaniement du 16 décembre 1985
- Les nouveaux ministres sont indiqués en gras, ceux ayant changé d'attributions en italique.

| Fonction                                                   | Nom | Nom                                                            | Parti |
| ---------------------------------------------------------- | --- | -------------------------------------------------------------- | ----- |
| Ministre-président                                         |     | Uwe Barschel                                                   | CDU   |
| Vice-ministre-président Ministre des Affaires fédérales    |     | Henning Schwarz                                                | CDU   |
| Ministre de l'Intérieur                                    |     | Karl Eduard Claussen                                           | CDU   |
| Ministre des Finances                                      |     | Roger Asmussen                                                 | CDU   |
| Ministre de l'Économie et des Transports                   |     | Manfred Biermann jusqu'au 09/06/1987 Intérim de Roger Asmussen | CDU   |
| Ministre de l'Éducation                                    |     | Peter Bendixen                                                 | CDU   |
| Ministre de l'Alimentation, de l'Agriculture et des Forêts |     | Günter Flessner                                                | CDU   |
| Ministre de la Justice                                     |     | Heiko Hoffmann                                                 | CDU   |
| Ministre des Affaires sociales                             |     | Ursula Gräfin Brockdorff                                       | CDU   |